# Shenzi, Banzai e Ed
Shenzi, Banzai e Ed sono un trio di iene macchiate apparse nei film di animazione Il re leone e Il re leone 3 - Hakuna Matata e nella serie animata Timon e Pumbaa. Nel remake del 2019 Banzai ed Ed vengono rinominate Kamari e Azizi.

## Biografia dei personaggi
- Ne Il re leone, Shenzi è la femmina dominante, mentre Banzai e Ed sono maschi subordinati, il primo bellicoso ed ingordo, e il secondo apparentemente mentalmente disturbato ed incapace di comunicare se non attraverso le risate.[1] Insieme agli altri membri della loro specie, i tre sono esclusi dalle Terre del Branco di re Mufasa, costretti a vivere nell'arido cimitero degli elefanti. Nel loro esordio, si alleano con Scar dopo che egli li promette cibo in cambio del loro aiuto nel spodestare Mufasa e uccidere suo figlio Simba. Dopo aver provocato la morte del re e cacciato Simba dalle Terre del Branco, le iene cominciano a stufarsi del regime di Scar dopo che una carestia costringe le loro prede a migrare. Quando Simba ritorna a reclamare il trono, le iene si battono accanto a Scar, per poi ucciderlo quando quest'ultimo, sull'orlo della sconfitta, li incolpa di aver progettato tutto in un tentativo di ottenere la clemenza da Simba.

- Ne Il re leone II - Il regno di Simba, il leone fuorilegge Nuka menziona che le iene sono fuggite dal cimitero degli elefanti da quando sono state sconfitte da Simba.

- Ne Il re leone 3 - Hakuna Matata, si scopre che erano gli acerrimi nemici della famiglia di Timon costringendo i suricati ad effettuare delle tane sottoterra. Timon, che fa da vedetta, non si accorge che le iene hanno sfruttato la sua distrazione per attaccare la colonia. Nella battaglia finale, Timon e Pumbaa distraggono le iene mentre Zio Max e Ma creano una trappola: tutte le iene alla fine precipitano in una voragine sotto la Rupe dei Re, ma sopravvivono e poi scappano.

- Nel remake CGI del 2019, i tre malvagi ed il loro branco riprendono il ruolo del primo film. Banzai e Ed vengono ribattezzati Azizi e Kamari. Nella scena del Cimitero degli Elefanti, attaccano Nala e Simba insieme a tutto il branco ma poi non scappano dopo il salvataggio di Mufasa. Kamari e Azizi, dopo aver scacciato Simba, mentono sia a Shenzi che a Scar sulla sua morte.Dopo la dipartita di Mufasa, scacciano tanti animali causando il caos nelle Terre del Branco. Durante la battaglia finale, Nala affronta e sconfigge Shenzi. Scar, dopo essere stato sconfitto in duello, dice alle iene che stava provando ad ingannare Simba e poi a difendersi contro il clan, il quale non lo ascolta e lo uccide. Il trio appare come cameo anche in Mufasa - Il re leone.

- Shenzi, Banzai e Ed sono inoltre protagonisti di alcuni episodi della serie sequel Timon e Pumbaa, essendo tornati nelle Terre di Nessuno e cercando di nuocere altri animali. Appaiono anche in House of Mouse - Il Topoclub ed in Topolino & i cattivi Disney come antagonisti.

## Caratterizzazione
Alex Kupershmidt, l'artista che animò le iene, spiegò come gli fu incaricato di disegnare personaggi simili a "pagliacci impazziti", comici ma contemporaneamente maligni, mentre Jim Cummings, che prestò la sua voce per Ed, descrisse il trio come un "coro greco" che incoraggia le ambizioni nefaste di Scar.
Shenzi, il capo del trio, fu concepita come un personaggio "scafato", distinguendosi dalle altre due iene dalla mancanza di "barbetta" attorno al muso, una frangia vistosa che le pende sulla faccia e macchie attorno agli occhi che evocano l'ombretto. Essendo al vertice del trio, ricalca il matriarcato della specie. A Banzai fu dato un atteggiamento da "pazzo frenetico dagli occhi spalancati", e si distingue per la sua impazienza ed ingordigia, essendo perpetuamente alla ricerca di risse e di cibo. Ed, invece, è la "iena ridens" archetipa, sempre privo di dialogo al di fuori delle risate isteriche. Strabico e apparentemente mentalmente tardivo, ha le orecchie mutilate e la lingua quasi sempre penzolante.
Il remake de Il re leone del 2019 rappresenta le iene come più minacciose che comiche, e Banzai e Ed vengono rinominati Kamari e Azizi. Florence Kasumba, che diede voce a Shenzi, descrisse il suo personaggio come "qualcuno a cui piace avere potere, ma è anche molto protettiva, tanto quanto Sarabi [la madre di Simba], farebbe di tutto per proteggere la sua famiglia". La descrisse inoltre come qualcuno che fa zittire tutti per la paura quando entra in scena, ma che sia contemporaneamente un personaggio insoddisfatto della sua vita. Nella cartella stampa del film, Kamari viene descritto come una iena furba ed impulsiva, dotata di un umorismo tagliente. Keegan-Michael Key, che doppiò il personaggio, lo definì come un soldato leale delle iene che si sente essere secondo in comando. Azizi, invece, è privo della furbizia dei suoi fratelli, essendo incapace di capire le sfumature, le metafore e il sarcasmo.

### Nomi
In lingua swahili, shenzi può significare "bastarda inutile", "barbarica", o "rozza", mentre banzai, kamari e azizi significano "rintanare", "forte" e "raggio di luna" rispettivamente. Ed prende il nome da Ed McMahon de The Tonight Show.

## Concezione e sviluppo

### Il re leone(1994)

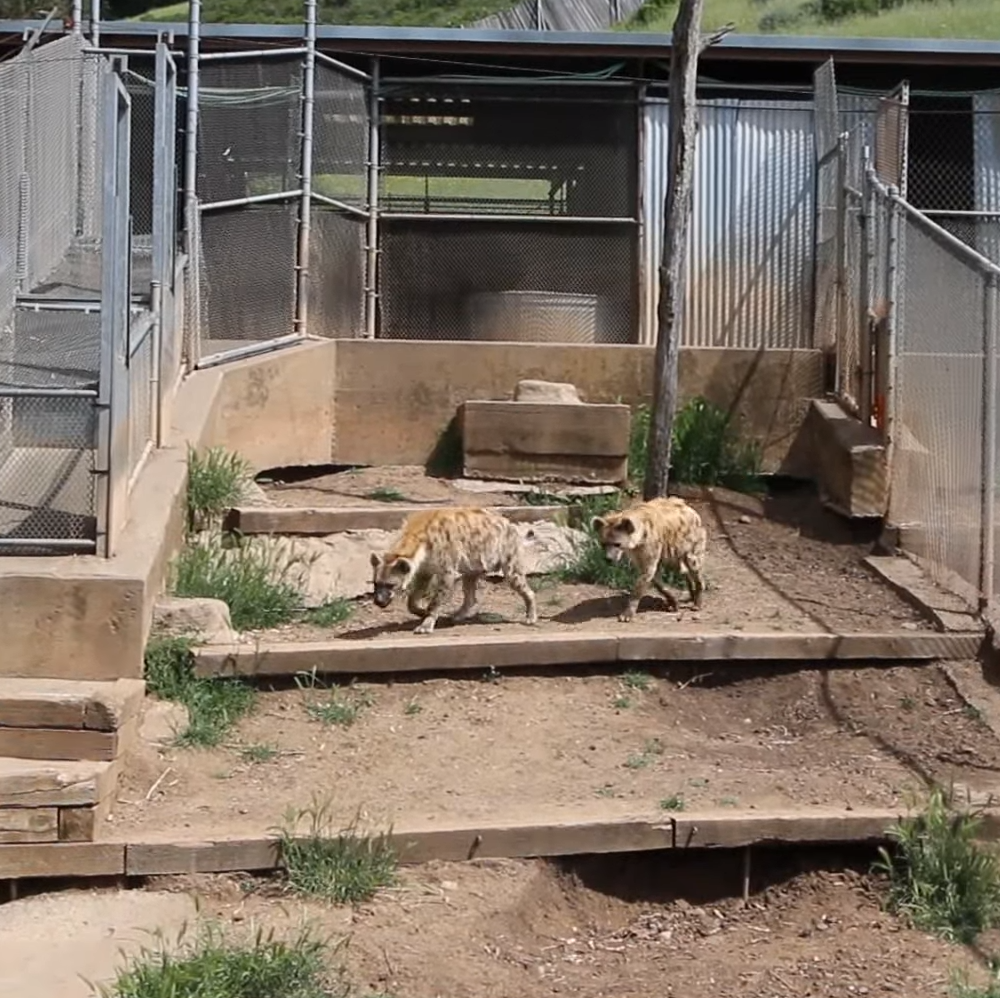
Alcune iene macchiate presso la Field Station per la ricerca comportamentale dell'Università della California, visitata dagli animatori de Il re leone

Le iene non sono presenti nel primo abbozzo del film, intitolato King of the Kalahari, scritto nel 1988 da Tom Disch, con il ruolo antagonistico essendo svolto da un branco di babbuini. In due abbozzi successivi scritti nel 1990 da J.T. Allen e il duo Allan e Ross Bass, le iene sono le antagoniste principali, guidate da un capobranco nominato Banagi che, secondo l'abbozzo di Allen, avrebbe avuto una voce evocativa di Sydney Greenstreet, e che sarebbe stato falso e seducente, usando la sua astuzia per convincere Scar ad uccidere Mufasa ed impossessarsi del trono, manipolandolo dietro le quinte.
Per le voci delle iene, l'intenzione originale era quella di riunire Cheech & Chong, ma mentre Cheech Marin accettò di interpretare Banzai perché si era stufato di essere incasellato in ruoli da tossicodipendente, Tommy Chong non era disponibile. Chong avrebbe poi rivelato che il suo rifiuto fu dovuto alla politica anti-marijuana di Disney e del loro codice di abbigliamento che lui riteneva troppo severo. Così il suo ruolo venne trasformato in una iena femmina, Shenzi, che venne doppiata da Whoopi Goldberg. Goldberg rivelò nell'expo D23 nel 2017 che fu assunta dopo aver imparato del film da Elton John, pregandolo per un ruolo nel film. A Jim Cummings, per recitare Ed, furono dati semplicemente dei biglietti con scritte emozioni come rabbia, tradimento, paura, fame e lussuria, da esprimere attraverso le risate, le cui registrazioni durarono solo cinque minuti.
Gli animatori visitarono la colonia di iene macchiate mantenute presso la Field Station per la ricerca comportamentale dell'Università della California, dove promisero il personale che le iene, più che vere antagoniste, sarebbero state rappresentate come personaggi comici.

### The Lion King(1997)
Nel musical, le iene sono interpretate da attori in costumi verdi-grigi simili a tute da caldaia, con toppe nere che sembrano strapparsi, dando così al pubblico l'impressione che siano spazzini ricoperti di cicatrici. La testa dell'attore forma la gobba della iena, che a sua volta è collegata alla testa della iena con fili trasparenti, permettendo all'attore di controllare i suoi movimenti. Una striscia di pelo nero collega la testa della iena al cappuccio del costume, imitando la criniera della iena. Gli attori adoperano delle stampelle corte per rappresentare gli arti anteriori delle iene. Durante scene di dialogo, gli attori possono lasciare una stampella per manipolare la bocca della iena con la mano libera.

### Il re leone(2019)
Nel novembre del 2017, fu annunciato che le iene sarebbero state doppiate da Florence Kasumba, Keegan-Michael Key e Eric Andre.
Il regista Jon Favreau disse in un'intervista di Empire che le iene sarebbero state tra gli aspetti del remake che si discosterebbero di più dal film originale, siccome il loro aspetto stilizzato non sarebbe stato compatibile con il fotorealismo voluto per la nuova opera. Annunciò inoltre che le iene sarebbero vissute in una tana diversa dal cimitero degli elefanti originale. Il loro territorio fu infatti ispirato dai tufa del lago Mono e dai geyser di Dallol in Etiopia e del parco nazionale di Yellowstone.
A Keegan-Michael Key e Eric Andre fu chiesto da Favreau di basare le loro interpretazioni di Kamari e Azizi su certi duo comici come Stanlio e Ollio e Beavis and Butt-head. Kasumba, che in precedenza aveva interpretato Shenzi nella versione tedesca dell'adattamento di Broadway del primo film, dichiarò che era stupita da quanto la nuova Shenzi fosse "pericolosa e seria", in contrasto con la rappresentazione "idiota" e "divertente" delle iene originali.

## Accoglienza
Dato i numerosi paralleli nel primo film con Amleto di William Shakespeare, si ritiene che le iene siano liberamente ispirate a Laerte, antagonista secondario che viene manipolato da re Claudio, lui stesso ispirazione di Scar.
Dopo la distribuzione de Il re leone, i biologi delle iene protestarono contro la rappresentazione dell'animale, considerandola nociva per la sua immagine pubblica: un ricercatore citò in giudizio gli studi Disney per diffamazione, e un altro - che aveva organizzato la visita degli animatori presso l'Università della California, dove avrebbero osservato e disegnato iene in cattività - considerò il boicottaggio de Il re leone come un modo per aiutare a preservare le iene in natura. Lo scienziato comportamentale Stephen E. Glickman, anch'esso impiegato all'Università, paragonò la rappresentazione di Shenzi, Banzai e Ed alle descrizioni negative delle iene in Verdi colline d'Africa di Ernest Hemingway, in cui i tratti di ghiottoneria e stupidità comica comuni nelle rappresentazioni africane delle iene sono fuse con la codardia e la bruttezza, caratteristiche associate alle iene nell'immaginario popolare occidentale.
Oltre perpetuare i vecchi stereotipi della specie, certi critici incolparono il film d'aver modellato le iene a immagini razziste popolari negli Stati Uniti: Matt Roth della rivista Jump Cut e Max Farrow di Screenrant notano come le iene parlino in un gergo evocativo degli afroamericani e latinoamericani poveri, e che siano di un colore notevolmente più scuro dei leoni, che parlano in registri alti. I due autori notano inoltre come le iene si comportano come teppisti stereotipici, lottando fra di loro quando non sono unite da un nemico comune, e propense ad accettare le elemosine di Scar, vivendo segregati nel cimitero degli elefanti, che ambedue autori paragonano a un ghetto. Altre critiche includevano l'accusa di aver paragonato le iene a nazisti, mostrandole marciando a passo dell'oca in una scena chiaramente basata su Il trionfo della volontà.
Sebbene critico del messaggio finale del film, Brigit McCone del sito di recensioni di film femminista Bitch Flicks lodò la rappresentazione di Shenzi come personificazione delle "aspirazioni delle femministe umane", notando come il personaggio, sebbene dominante sopra Banzai e Ed, è fondamentalmente anti-autoritario, essendo irreverente verso la gerarchia imposta dai leoni, consultando sempre i suoi subordinati, e non approfittando della morte di Mufasa per autoproclamarsi regina. McCone cita inoltre il suo atteggiamento paziente verso il mentalmente disabile Ed, contrastandolo alla "inquietante conformità eugenica" dei leoni, che maltrattano il notevolmente più scuro e sfigurato Scar. Dichiarò inoltre come la segregazione delle iene nel cimitero degli elefanti sia evocativa del rifiuto da parte dei Paesi sviluppati di accogliere gli immigrati impoveriti, spiegando: "Il clan delle iene è il Terzo Mondo. Le iene sono le masse oppresse che bramano di respirare liberi". Nella serie spin-off, The Lion Guard, la consulente scientifica per la serie decise di introdurre un personaggio iena eroico, Jasiri, per dimostrare che non tutte le iene sono cattive e che anch'esse svolgono un ruolo importante nell'ecosistema.
Sebbene il remake ricevette recensioni miste, l'interpretazione di Shenzi da parte di Florence Kasumba fu lodata: Refinery29 disse che il personaggio "esala una certa forza che è, dichiaratamente, piuttosto intossicante", mentre Blackfilm definì il personaggio un "pari intellettuale di Scar", che "affascina con ogni parola, incarna il potere, e attira l'attenzione del pubblico". Il mensile statunitense Fast Company fu misto nel suo giudizio, notando come le iene siano rese più minacciose e meno dipendenti dall'umorismo fisico per sollecitare le risate, affidandosi invece al dialogo tagliente tra Kamari e Azizi per l'effetto comico. Sebbene riconobbe la mancanza del presunto razzismo del film originale, dichiarò tuttavia che il remake fallì nel risolvere la questione del classismo, pur sempre rappresentando le iene come "emarginati sociali che non contribuiscono a niente e si nutrono della ricchezza prodotta dagli altri".

## Altri media

### Cortometraggi
- Once Upon a Studio

### Videogiochi
- Il re leone
- Il re leone: La grande avventura di Simba
- Kingdom Hearts II